# Cassandra Clareová
Judith Rumeltová, nepřechýleně Judith Rumelt (* 24. července 1973 Teherán, Írán) je americká spisovatelka. Knihy vydává pod pseudonymem Cassandra Clare. Proslavila se fantasy hexalogií Nástroje smrti.

## Životopis
Judith se narodila v Teheránu. Její rodiče Elizabeth a Richard Rumeltovi ale byli Američané. V současné době žije v Amherst, Massachusetts, se svým manželem a třemi kočkami.
Nejdříve začala psát pod pseudonymem Cassandra Clairová Fanfiction na Harryho Pottera a Pána prstenů. Jmenují se The Draco Trilogy a The Very Secret Diaries.
Později začala psát trilogii Nástroje smrti už pod upraveným pseudonym Cassandra Clareová. Tato trilogie se pak rozrostla celkem na 6 dílů. Ve svém vytvořeném světě zůstala a přišla s trilogií Pekelné stroje a vydala první dva díly trilogie Dark Artifices.
Jedna z věcí typických pro Cassandru Clareovou je boření tabu. Ve světě, který zahrnuje Kroniky lovců stínů a k nim přidružené knihy, existují určitá pravidla a věci, které Spolek netoleruje nebo velice špatně snáší. Jedná se například o vztahy mezi lovci stínů a podsvěťany nebo homosexualitu. Dalo by se říci, že to, co Spolek toleruje a netoleruje, má být jakási alegorie na chování společnosti ve skutečném světě.

### Kroniky lovců stínů

#### Knižní sérieNástroje smrti
- Město z kostí – 1. června 2013 (City of Bones – 27. března 2007)
- Město z popela – 1. října 2013 (City of Ashes – 25. března 2008)
- Město ze skla – 1. prosince 2013 (City of Glass – 24. března 2009)
- Město padlých andělů – 1. února 2014 (City of Fallen Angels – 5. dubna 2011)
- Město ztracených duší – 1. května 2014 (City of Lost Souls – 8. května 2012)
- Město nebeského ohně – 1. ledna 2015 (City of Heavenly Fire – 27. května 2014)

#### Knižní sériePekelné stroje
- Mechanický anděl – 20. října 2015 (Clockwork Angel – 31. srpna 2010)
- Mechanický princ – 23. května 2016 (Clockwork Prince – 6. prosince 2011)
- Mechanická princezna – 20. října 2016 (Clockwork Princess – 19. března 2013)

#### Knižní sérieBaneovy kroniky
V ČR vydané souhrnně 31. května 2021.
- What Really Happened in Peru – 1. ledna 2013
- The Runaway Queen – 21. května 2013
- Vampires, Scones, and Edmund Herondale – 18. června 2013
- The Midnight Heir – 16. července 2013
- The Rise of the Hotel Dumort – 20. srpna 2013
- Saving Raphael Santiago – 17. září 2013
- The Fall of the Hotel Dumort – 15. října 2013
- What to Buy the Shadowhunter Who Has Everything – 1. listopadu 2013
- The Last Stand of the New York Institute – 17. prosince 2013
- The Course of True Love [and First Dates] – 1. ledna 2014
- The Voicemail of Magnus Bane – 11. listopadu 2014

#### Knižní sérieTales from the Shadowhunter Academy
- Welcome to Shadowhunter Academy – 17. února 2015
- The Lost Herondale – 17. března 2015
- The Whitechapel Fiend – 21. dubna 2015
- Nothing but Shadows – 19. května 2015
- The Evil We Love – 16. června 2015
- Pale Kings and Princes – 21. července 2015
- Bitter of Tongue – 18. srpna 2015
- The Fiery Trial – 22. září 2015
- Born to Endless Night – 20. října 2015
- Angels Twice Descending – 17. listopadu 2015

#### Knižní sérieTemné lsti
- Paní půlnoci – 2017 (Lady Midnight – 8. března 2016)
- Pán stínů – 30. dubna 2018 (Lord of Shadows – 23. května 2017)
- Královna povětří a temnoty – 21. dubna 2021 (The Queen of Air and Darkness – 4. prosince 2018)

#### Knižní sérieThe Wicked Powers
Připravovaná trilogie.

#### Knižní sérieThe Eldest Curses
Připravovaná trilogie.
- The Lost Book of the White – 7. března 2018
- The Black Volume of the Dead – 2018
- The Red Scrolls of Magic – 2019

#### Knižní sériePoslední hodina
Připravovaná trilogie.
- Řetěz ze zlata – 1. března 2021 (Chain of Gold – 3. března 2020)
- Chain of Iron – 2. března 2021
- Chain of Thorns – 1. listopadu 2022

#### Knihy
- Shadowhunters and Downworlders: A Mortal Instruments Reader – 29. ledna 2013
- The Shadowhunter's Codex – 29. října 2013
- A History of Notable Shadowhunters & Denizens of Downworld – 2016

### Ostatní

#### Knižní sérieMagisterium
- Železná zkouška – 1. května 2015 (The Iron Trial – 9. září 2014)
- Měděná rukavice – 15. prosince 2015 (The Copper Gauntlet – 1. září 2015)
- Bronzový klíč – 6. prosince 2016 (The Bronze Key – 30. srpna 2016)
- Stříbrná maska – 1. prosince 2017 (The Silver Mask – 29. srpna 2017)
- The Golden Tower – 11. září 2018

## Média

### Film
V roce 2012 byl vydán první díl série Nástroje smrti. Hlavními hrdiny jsou Lily Collins (Clary Frayová), Jamie Campbell Bower (Jace Wayland) a Robert Sheehan (Simon Lewis). Film vešel do kin v roce 2013.
Bylo oznámeno, že druhý dil bude natočený pod taktovkou stejného režiséra Heralda Zwarta. Produkce měl začít v roce 2013, poté byla odložena na rok 2014. Natáčení bylo zrušeno kvůli vysokému rozpočtu.

### Televizní seriál
12. dubna 2014 bylo oznámeno, že kniha bude adaptována do televizního seriálu. Epizody budou jednu hodinu dlouhé. V únoru 2015 bylo oznámeno, že seriál se bude jmenovat Shadowhunters a ne The Mortal Instruments (anglický název). Seriál bude vysílán stanicí ABC Family. Katherine McNamara byla obsazena do hlavní role Clary Fray, Dominic Sherwood byl obsazen do role Jace Waylanda, Alberto Rosende do role Simona Lewise, kamaráda Clary. Emeraude Toubia získala roli Isabelle Lightwood. Na stránce ČSFD získa hodnocení 54 %.
2. ledna 2017 ABC TV Network odvysílala první díl druhé série pod názvem The Guilty Blood. Poslední díl této série pod názvem Beside Still Water byl odvisílán 14. srpna téhož roku.
On Infernal Ground, první díl třetí a závěrečné série, byl odvysílán 20. března 2018 a All Good Things.. jako poslední díl 6. května 2019.
Během vysílání třetí série se po sociálních sítích jako Instagram nebo Twitter kampaň na pokračování pod hashtagy #saveshadowhunters a #saveshadowhuntersseason4. Konkrétně na Instagramu je těmito hashtagy dohromady označeno skoro 400 tisíc příspěvků vybízející tvůrce k pokračování.